# Ben Youngs
Benjamin Ryder Youngs detto Ben (Norwich, 5 settembre 1989) è un rugbista a 15 internazionale per l'Inghilterra, mediano di mischia del Leicester.
Al 31 maggio 2022 è il giocatore inglese con il maggior numero di presenze internazionali per il suo Paese (121).

## Biografia
Nativo di Norwich, Youngs, a sua volta figlio di un altro rugbista, Nick, internazionale negli anni ottanta, è cresciuto rugbisticamente a Leicester.
Entrato nelle giovanili dei Tigers, esordì in Premiership nel 2007 a 18 anni non ancora compiuti; con il club vinse due titoli consecutivi nel 2009 e nel 2010.
Già internazionale negli England Saxons, la Nazionale A inglese, fu schierato da debuttante dal C.T. della Nazionale maggiore Martin Johnson nel corso del Sei Nazioni 2010 a Edimburgo contro la Scozia; l'anno successivo fu presente in tutti gli incontri del Sei Nazioni 2011 che l'Inghilterra vinse; più avanti prese parte anche alla Coppa del Mondo di rugby 2011.
Campione inglese nuovamente nel 2012-13, fece parte della rosa che prese parte anche alla Coppa del Mondo di rugby 2015 in cui l'Inghilterra, pure Federazione ospitante, fu eliminata al primo turno.
Nel 2017 fu convocato nuovamente nei British Lions per il loro tour in Nuova Zelanda, ma scelse di rinunciare per rimanere vicino a suo fratello Tom alla cui moglie era stata diagnosticata la fase terminale di un tumore; il suo posto fu preso dallo scozzese Greig Laidlaw.
Fece, ancora, parte della spedizione inglese alla Coppa del Mondo 2019 in Giappone, in cui la squadra giunse alla finale poi persa contro il Sudafrica; a febbraio 2022, durante il Sei Nazioni, è divenuto il primatista di presenze con la sua nazionale a quota 115 battendo il precedente record di Jason Leonard fermo a 114; a fine torneo si è assestato sulle 117 presenze.

## Palmarès
- Premiership: 4
Leicester: 2008-09, 2009-10, 2012-13, 2021-22